# Hockey op de Olympische Jeugdzomerspelen 2010
Hockey is een van de Olympische sporten die beoefend worden tijdens de Olympische Jeugdzomerspelen 2010 in Singapore. De wedstrijden zullen worden gespeeld van 16 tot en met 25 augustus in het Sengkang Hockeystadion. Er is een jongens- en een meisjestoernooi. Er wordt in beide toernooien gespeeld met zes landen.

## Deelnemers
De hockeyers moeten in 1993 of 1994 geboren zijn. Elk land mag 16 spelers selecteren. Van elk van de vijf continenten speelt de winnaar van een continentaal (kwalificatie)toernooi. Het gastland mag of bij de jongens of bij de meisjes meedoen. Als een gekwalificeerd land niet deelneemt, wordt de plaats overgenomen door het volgend team van het continentale toernooi. Als het gastland niet deelneemt, gaat een extra plaats naar het continent met de meeste deelnemers aan het kwalificatietoernooi. Een land mag zowel bij de jongens als meisjes meedoen. Gezien over alle teamsporten behalve basketbal, mag elk land slechts met 1 jongens- en 1 meisjesteam deelnemen.

## Kalender
| Augustus | 14 | 15 | 16 | 17 | 18 | 19 | 20 | 21 | 22 | 23 | 24 | 25 | 26 |
| -------- | -- | -- | -- | -- | -- | -- | -- | -- | -- | -- | -- | -- | -- |
| Hockey   |    |    |    |    |    |    |    |    |    |    | 1  | 1  |    |

|  | Competitie |  | Finale |

## Medailles
| Discipline | Goud      | Zilver     | Brons         |
| ---------- | --------- | ---------- | ------------- |
| Jongens    | Australië | Pakistan   | België        |
|            |           |            |               |
| Meisjes    | Nederland | Argentinië | Nieuw-Zeeland |

### Medailleklassement
| Plaats | Land          | NOC    | Goud | Zilver | Brons | Totaal |
| ------ | ------------- | ------ | ---- | ------ | ----- | ------ |
| 1      | Australië     | AUS    | 1    | 0      | 0     | 1      |
| 1      | Nederland     | NED    | 1    | 0      | 0     | 1      |
| 3      | Argentinië    | ARG    | 0    | 1      | 0     | 1      |
| 3      | Pakistan      | PAK    | 0    | 1      | 0     | 1      |
| 5      | België        | BEL    | 0    | 0      | 1     | 1      |
| 5      | Nieuw-Zeeland | NZL    | 0    | 0      | 1     | 1      |
| Totaal | Totaal        | Totaal | 2    | 2      | 2     | 6      |